# Orthotrichum armatum
Orthotrichum armatum är en bladmossart som beskrevs av Jette Lewinsky och Rooy 1990. Orthotrichum armatum ingår i släktet hättemossor, och familjen Orthotrichaceae. Inga underarter finns listade i Catalogue of Life.